# 12472 Самадхі
12472 Самадхі (12472 Samadhi) — астероїд головного поясу, відкритий 3 лютого 1997 року.
Тіссеранів параметр щодо Юпітера — 3,520.
Назва походить від слова самаді, що у перекладі із санскриту означає єдність суб'єкта та об'єкта, що характеризується повною відсутністю окремих думок.